# Sylvilagus insonus
Sylvilagus insonus е вид бозайник от семейство Зайцови (Leporidae). Видът е застрашен от изчезване.

## Разпространение
Видът е ендемичен за Мексико и се среща само в Сиера Мадре дел Сур в щата Гереро.